# Tunagravfältet

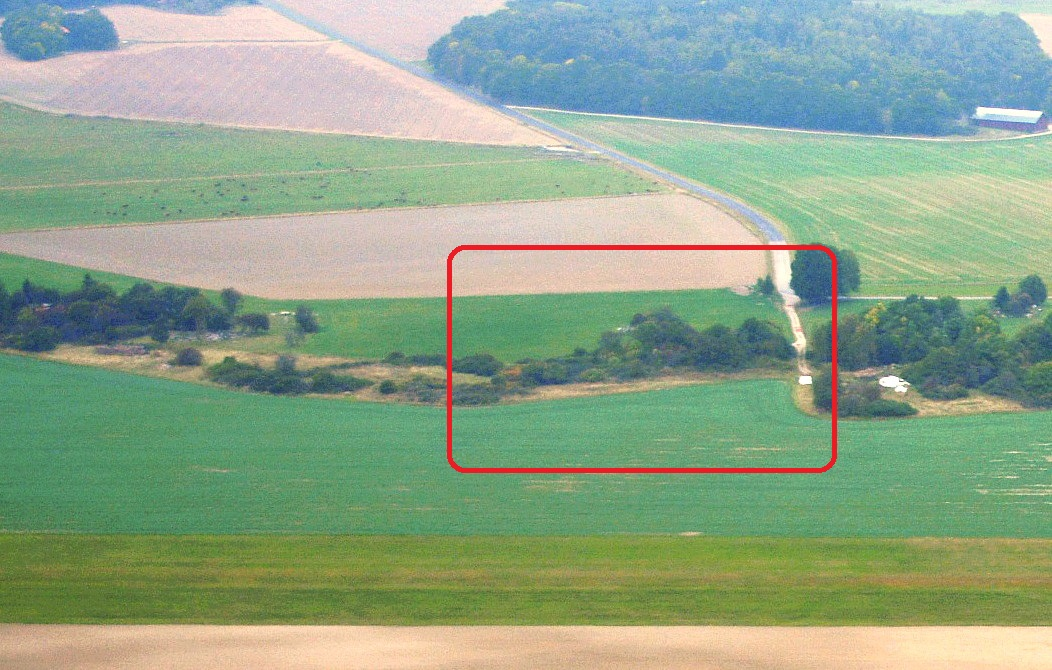
Tunagravfältet, Kumlavägen syns i bakgrunden, 2014.

Tunagravfältet är ett vikingatida gravfält i Skå socken på Färingsö i Ekerö kommun. Tunagravfältet är med cirka 100 fornlämningar det största på Färingsö.

## Läge

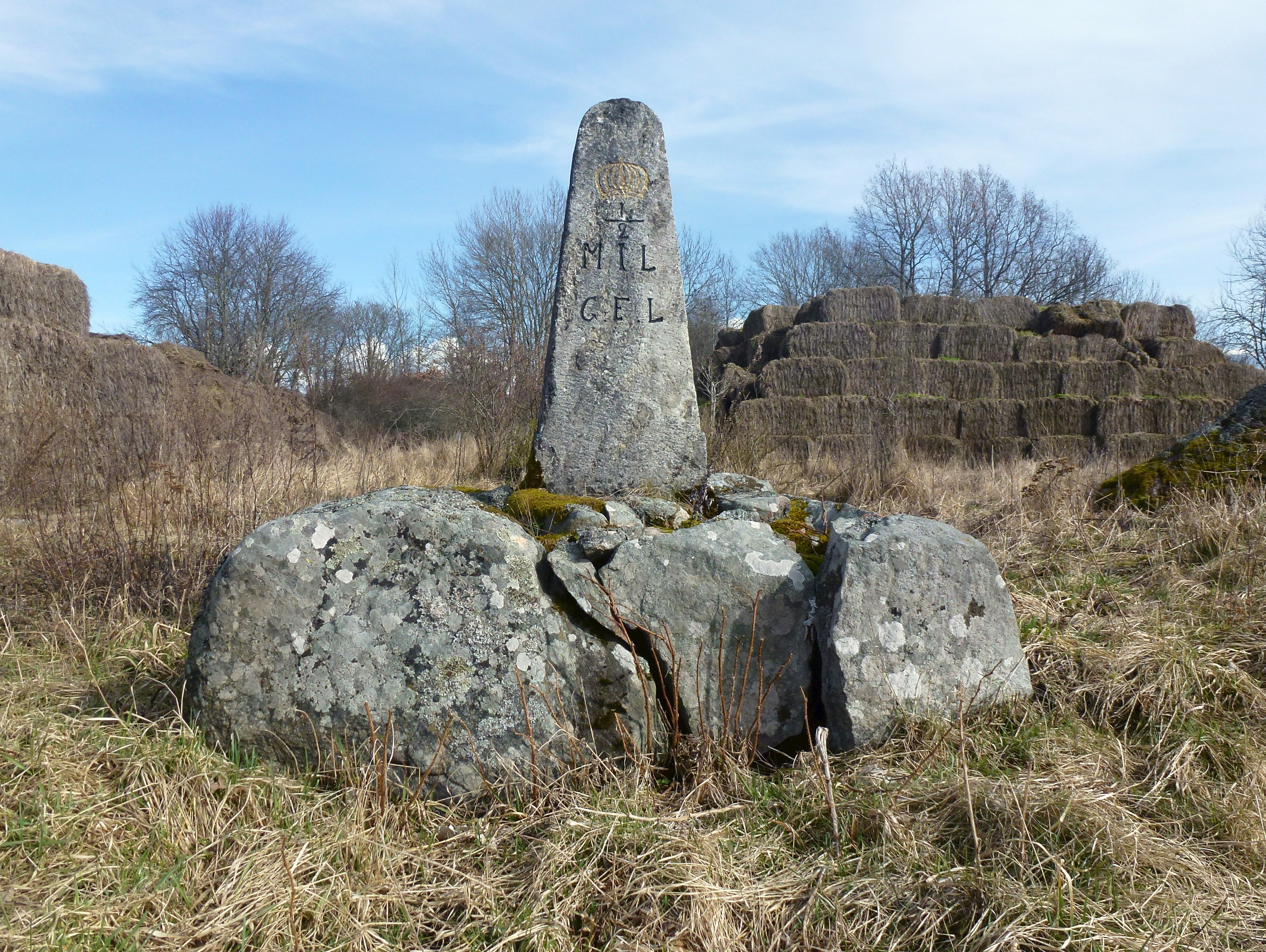
Milsten ”½ MIL G.F.L.”, i bakgrunden ligger Tunagravfältet, april 2015.

Tunagravfältet ligger på Skå-Edeby flygfälts södra begränsning och intill en avsnörd återvändsgata som ursprungligen var en del av Färentunavägen. En milsten med inskription ½ MIL G.F.L. ("C.F.L." = Gustaf Fredrik Liljencrantz) står vid vägens slut och påminner om den gamla sträckningen. Färentunavägen flyttades lite längre västerut när flygfältet anlades.

## Beskrivning
Gravfältet har en utbredning på 190x110 meter. Här finns cirka 100 fornlämningar bestående av 50 gravhögar och 50 runda stensättningar. Den största högen har en diameter på 20 meter och en höjd på två meter. Den och några andra högar har under andra världskriget byggts om till skyttevärn för försvar av det intilliggande flygfältet. De runda stensättningarna är 4–8 meter i diameter och 0,1–0,6 meter höga. Några har en delvis synlig kantkedja av stenar. Stora delar av gravfältet har inte undersökts eftersom det är övervuxet med hög och tät buskvegetation. På Tunagravfältet finns också en av socknens två storhögar.

## Omgivningen
Sydväst om Tunagravfältet ligger ett stort antal fornlämningarna från yngre järnåldern. Öster om Tuna gård märks forntida boplatser, gårdsgravfält, fossila åkrar och rester efter gamla byvägar. De historiska lämningarna tyder på att en stormansgård av betydelse låg vid Tuna under yngre järnåldern och tidig medeltid. Enligt Stockholms läns museum  var det möjligtvis kung Kol, som under 1180-talet hade sitt säte här.

## Bilder

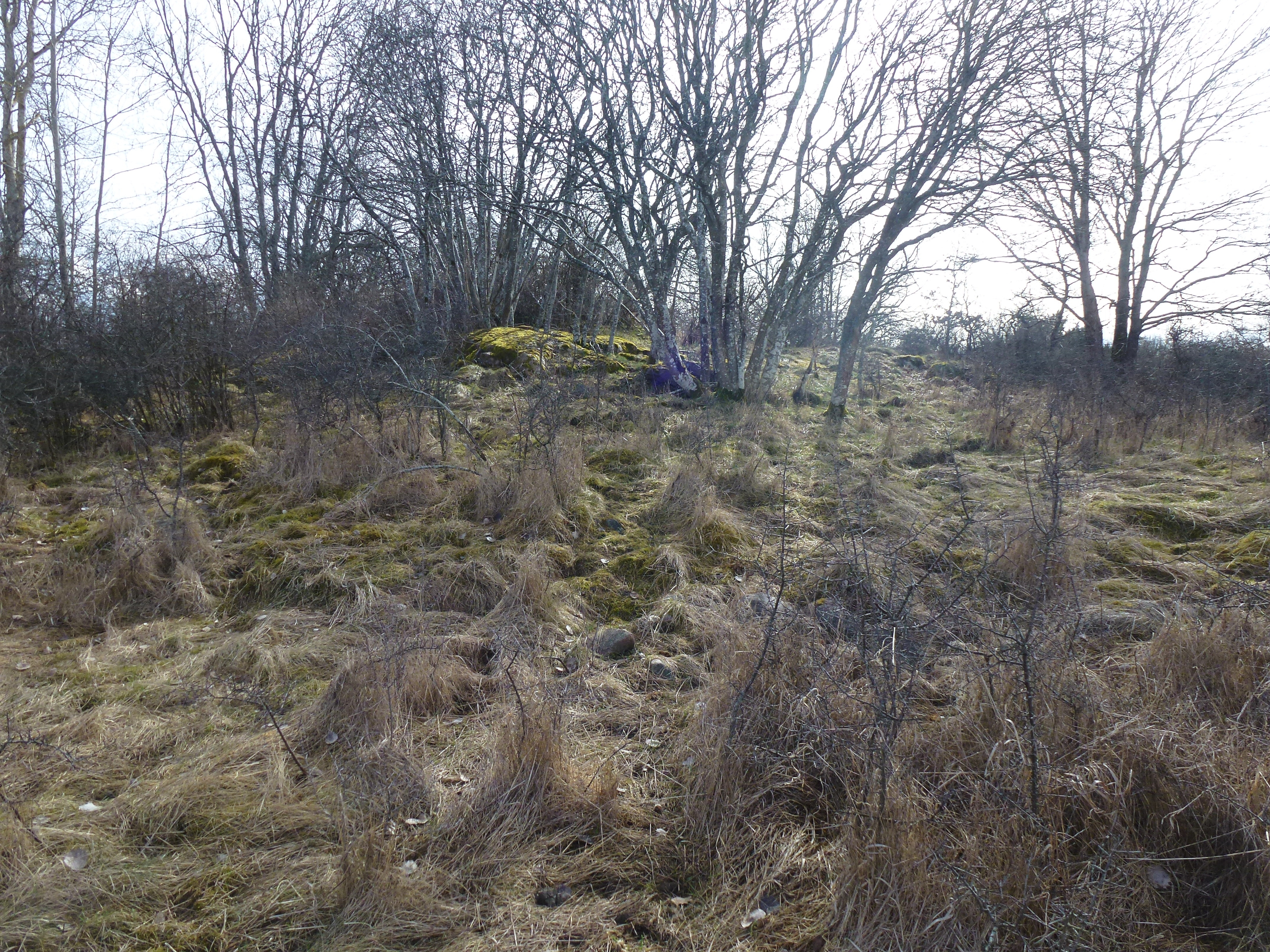
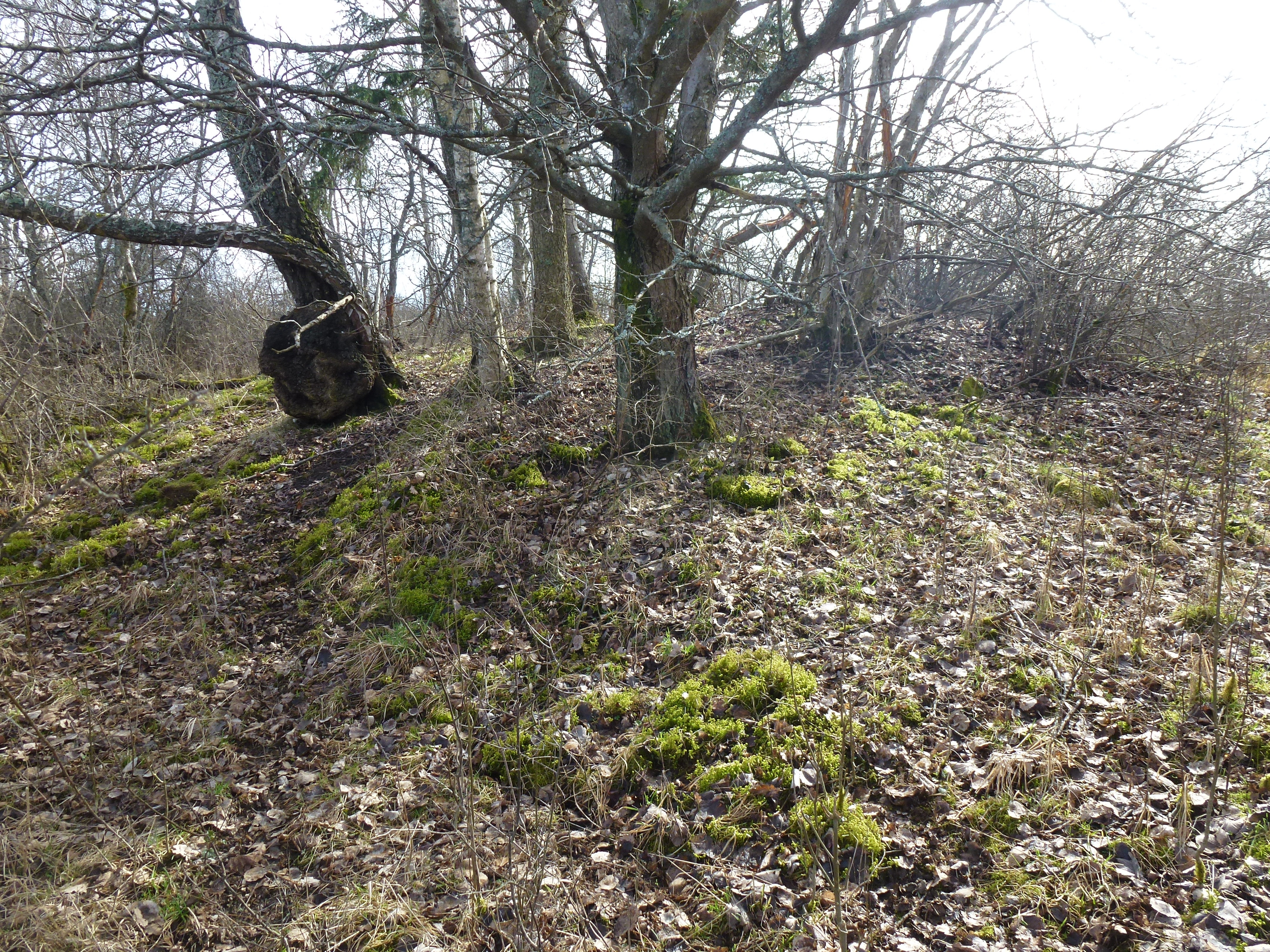
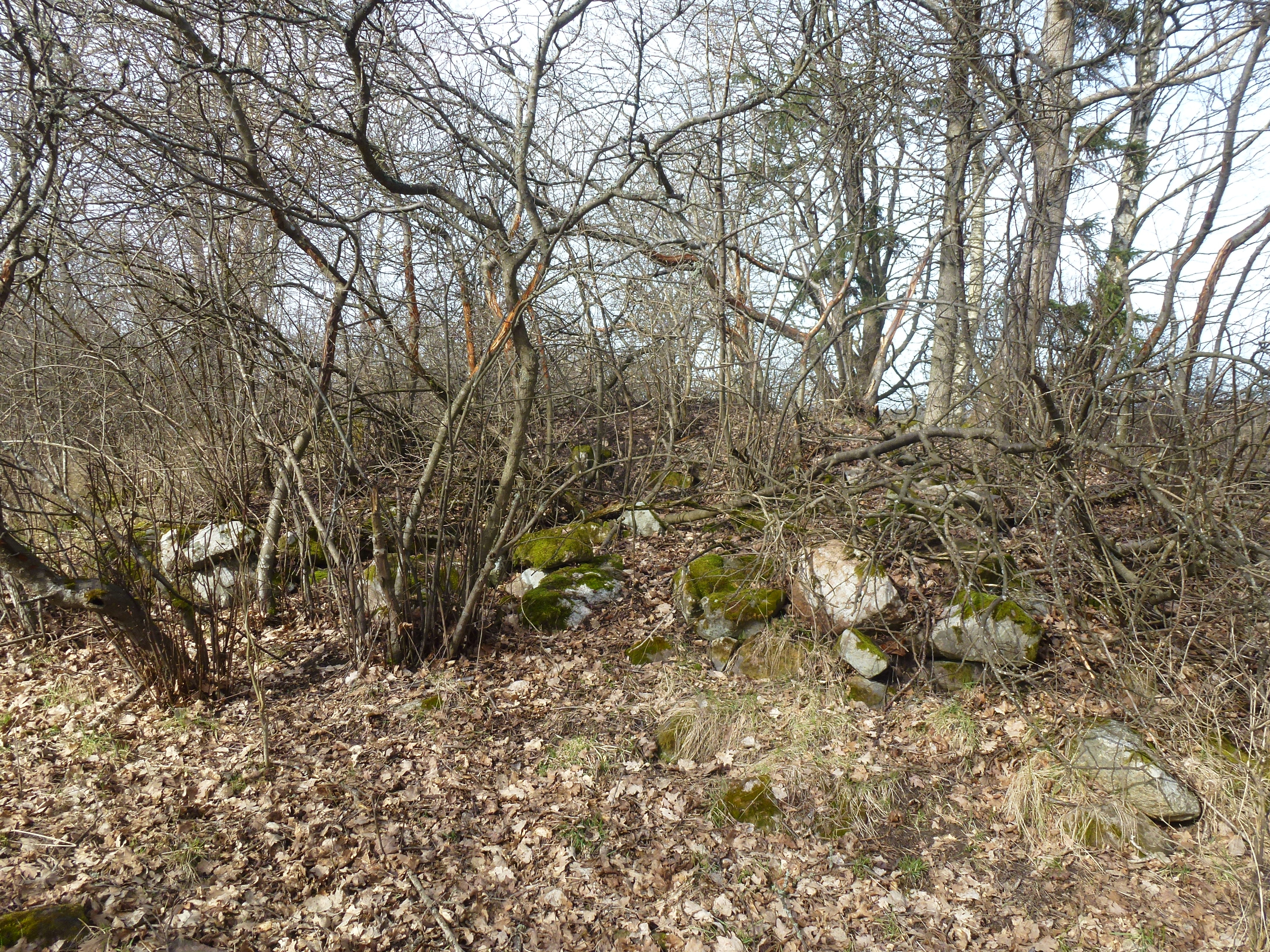
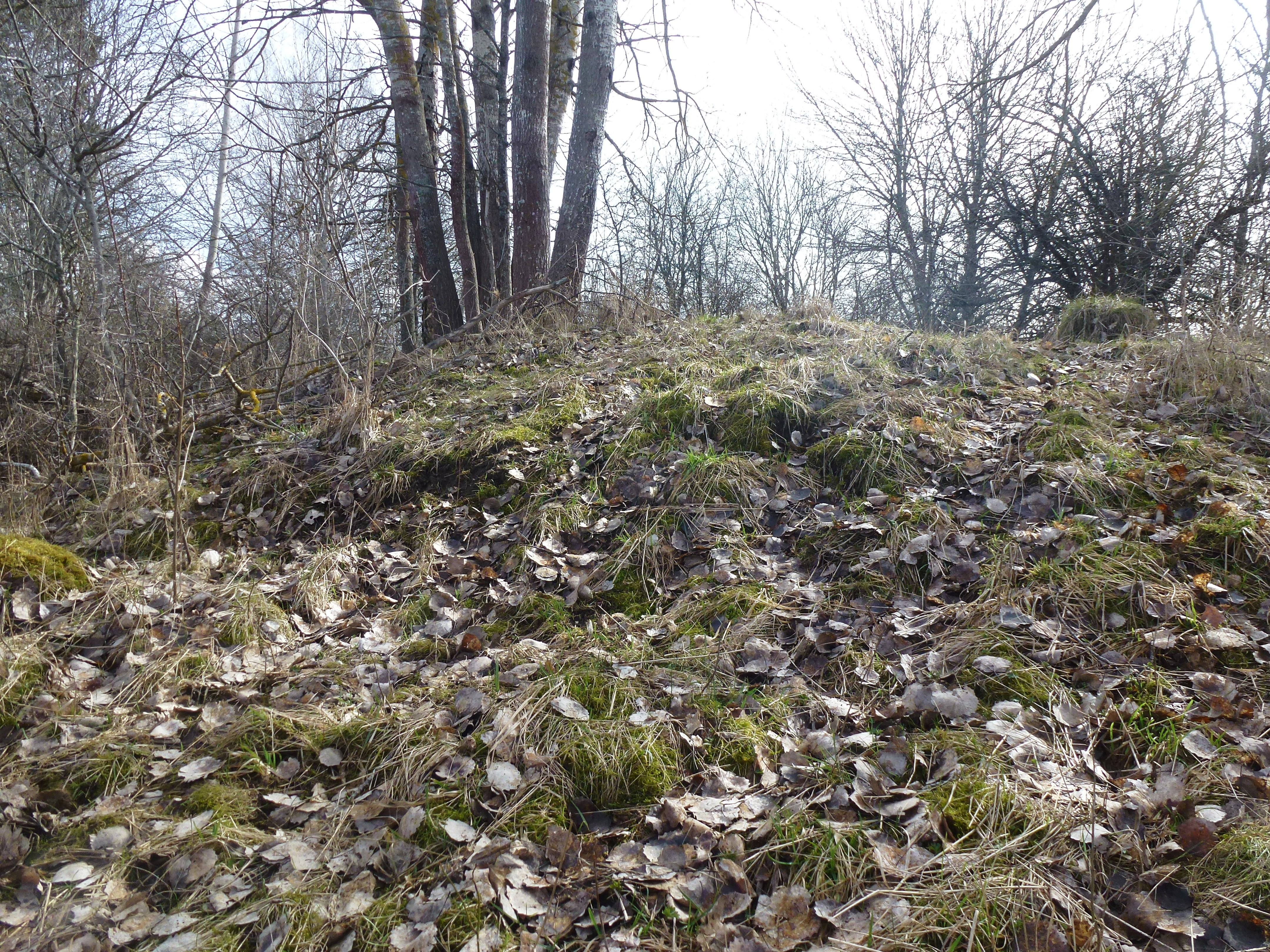